# ストルマ川
ストルマ川（ブルガリア語: Стру̀ма）またはストリモナス川（ギリシア語: Στρυμόνας）は、ブルガリアとギリシャの河川。古名はストリュモン（古希: Στρυμών, Stȳmōn）。ブルガリアのヴィトシャ山にその源を発し、初め西へ流れてから南に向きを変える。クラ村からギリシャ領に入り、アンフィポリス近郊でエーゲ海のシトリモニアン湾に注ぐ。総延長は415km（うち290kmがブルガリア領で、国内第5の長さ）で、流域面積は1万800平方キロにおよぶ。
ブルガリア側では石炭がとれ、ギリシャ側では農業が盛んである。ギリシャ側の渓谷は国内第4の規模をほこる。中流部には貯水池のケルキニ湖があり、浮水植物が豊富である一帯は1975年にラムサール条約登録地となった。主な支流にリルスカ川、コンスカ川、アギティス川などがある。
サウス・シェトランド諸島リビングストン島のストルマ氷河はこの川にちなみ名づけられた。

## 歴史

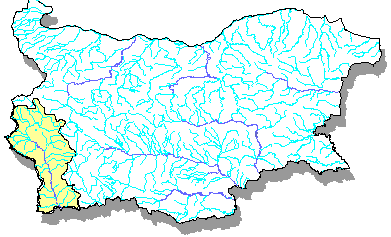
ブルガリア側の流域図

この川は古くからギリシャ人に知られており、すでにヘシオドスの『神統記』で河神の1人として述べられている。
古代ギリシャ時代の紀元前437年、アンフィポリスの街が河口近くのエネア・オドイ（9人の道の意味）に建てられた。この地名は前480年にアケメネス朝のクセルクセス1世が遠征の途上で川を渡渉した折、生きた9人の少年と9人の処女を川の神への生贄としてささげたことにちなむ。この翌年にマケドニア王アレクサンドロス1世がエネア・オドイでクセルクセスの残党を撃破した。前424年にはスパルタのブラシダス将軍がアンフィポリスを包囲・攻略し、ギリシャ半島に向かって進軍していった。1014年にはベラシツァ山地の河岸でクレイディオンの戦いが交わされた。
第二次バルカン戦争中の1913年にはギリシャ軍がクレスナ渓谷（Kresna Gorge）で危うく包囲されかけた。ブルガリアはこの戦争で勝利したものの、ブカレスト条約で戦略的な要衝を失った。
第一次世界大戦ではマケドニア戦線の一部を成した。第二次世界大戦では川にちなんでストルマと名づけられた船がルーマニアからパレスチナへユダヤ難民を移送していたが、黒海で沈没し768名が犠牲になった。

## 地名
川の名はトラキア語のストリュモン (Strymón) に由来するが、これはインド・ヨーロッパ語族で「流れ」を意味する語からきている。トラキアの王が川で溺死したという伝承にちなみ、ギリシア神話で「ストリュモン」とは河の神ないし溺死したトラキア王の名を意味した。前3世紀の古代ギリシャにはこれにちなむ人名ストリュモンも全国的にいた。

## ギャラリー

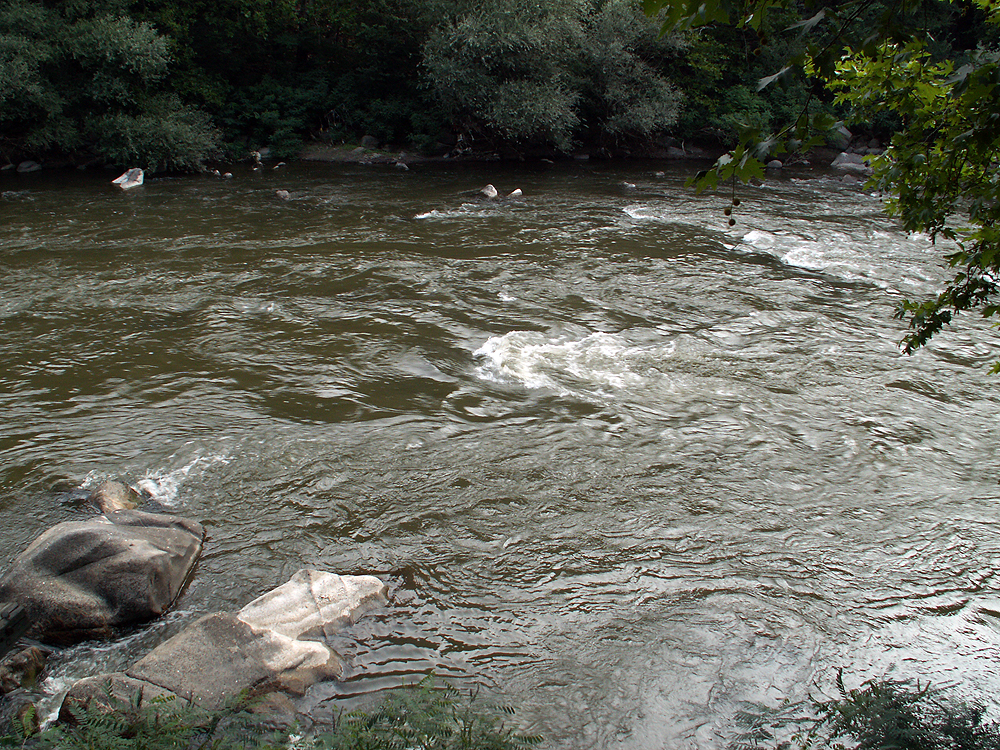
クレスナ渓谷
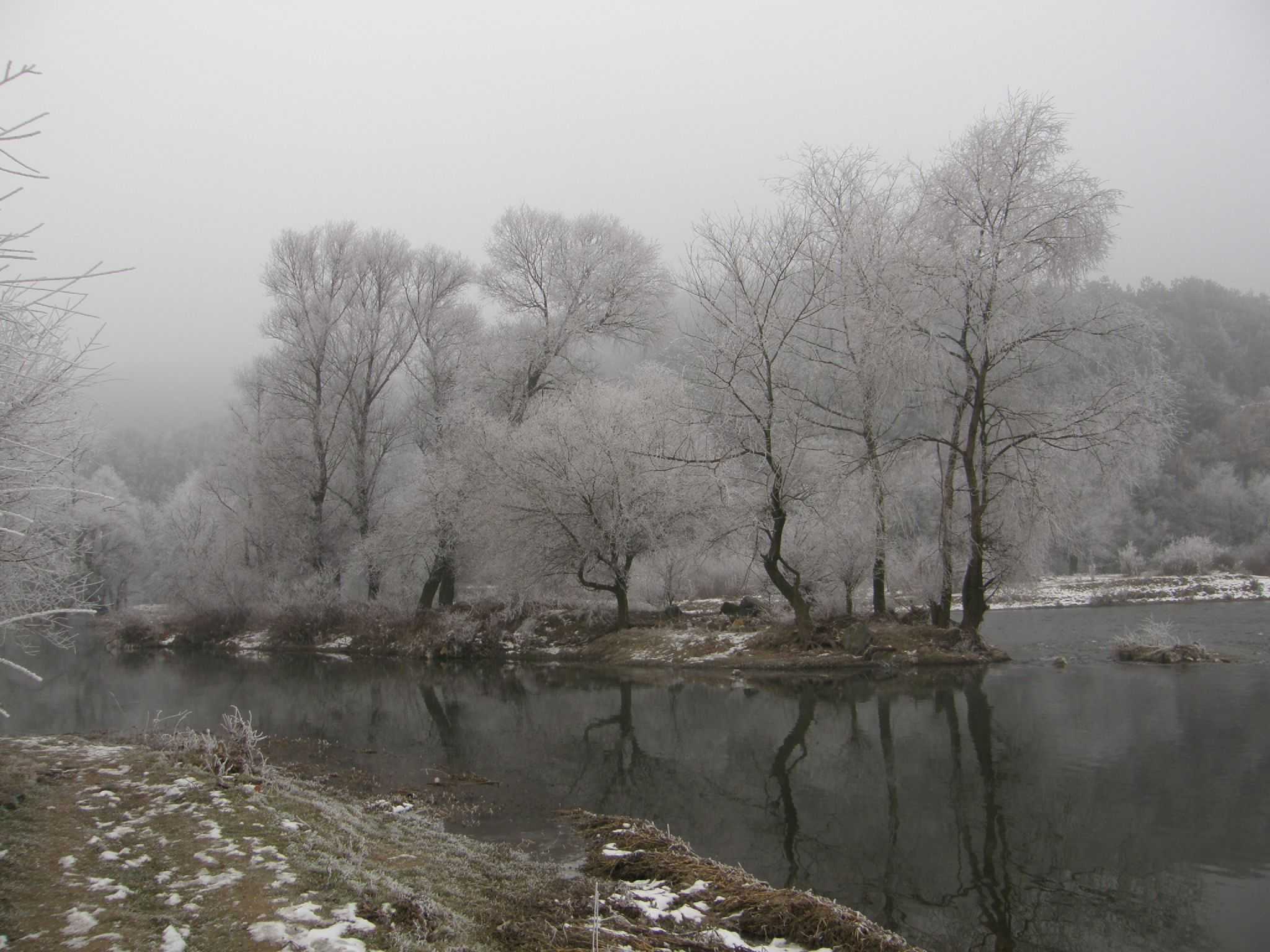
冬のブラゴエヴグラト近郊